# Hurrell Froude
Richard Hurrell Froude, född 25 mars 1803, död 28 februari 1836, var en engelsk teolog. Han var bror till William och James Anthony Froude.
Froude var jämte John Keble och John Henry Newman var en av de mest framträdande ledarna för den så kallade Oxfordrörelsen i dess tidigare skede. Hans efterlämnade självbiografiska skrifter, Remains (1838–1839) väckte uppseende på grund av den häftiga polemiken mot reformationen.